# Cantonul Chamalières
Cantonul Chamalières este un canton din arondismentul Clermont-Ferrand, departamentul Puy-de-Dôme, regiunea Auvergne, Franța.